# Río San Pedro (Guatemala-México)
El río San Pedro es un río en el norte de Guatemala, y el sureste de México, donde es conocido como río San Pedro Mártir.
El río nace en el departamento guatemalteco El Petén en la coordenadas 17°08′05″N 89°54′10″O / 17.134803, -89.902668. Tiene una longitud de 186 km en Guatemala, y fluye hacia el oeste hasta cruzar la frontera mexicana para entrar en el estado de Tabasco en las coordenadas 17°16′47″N 90°59′16″O / 17.279636, -90.987697. Desde la frontera continúa con el nombre de río San Pedro Mártir hacia el noroeste para finalmente unirse al río Usumacinta. La parte guatemalteca de la cuenca del río San Pedro tiene una superficie de 14.335 km².